# Irish stew

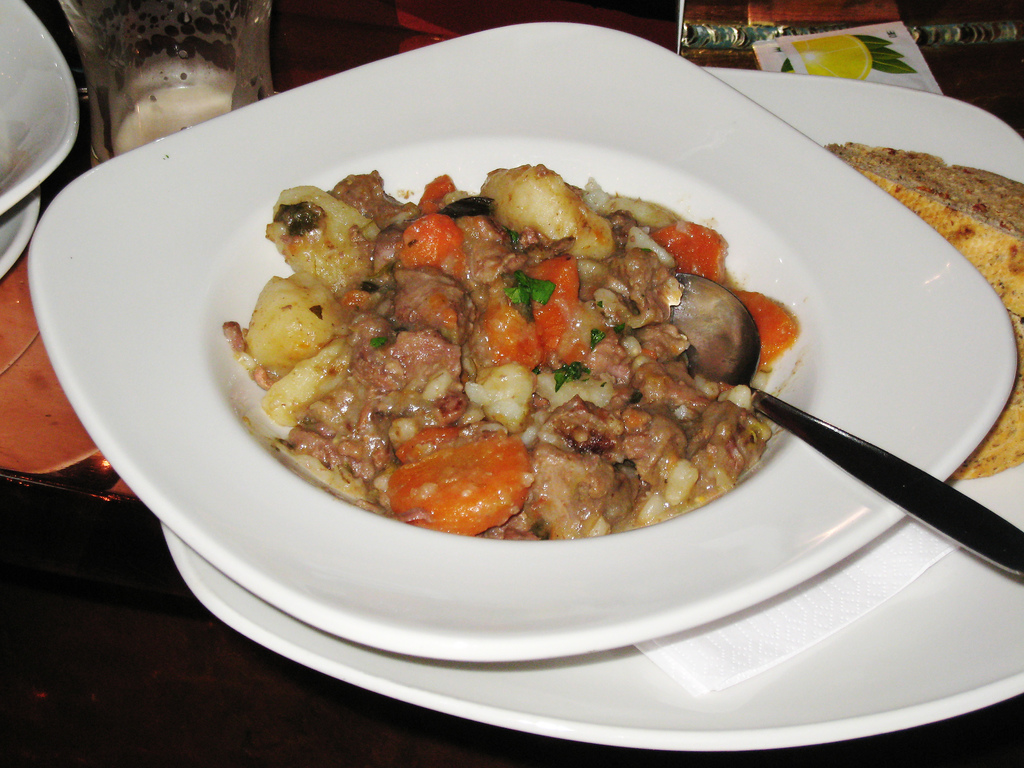
Irish stew

O  Guisado irlandês (em  inglês: Irish Stew e em  irlandês: "stobhach gaelach") é um guisado elaborado com carne de cabrito ou borrego, batatas, couve-branca, alho-porro , cenoura e aipo. O Irish Stew é um dos pratos nacionais da Irlanda. Trata-se de um guisado muito conhecido internacionalmente, que figura no guia de cozinha de Auguste Escoffier.
No país de origem, é considerado um prato substancial e saboroso, preparado com ingredientes da época. Historicamente, os irlandeses criavam ovelhas e cultivavam raízes comestíveis para a sua subsistência. As ovelhas forneciam lã para roupas quentes, leite para beber e para fazer queijo e comida. As batatas constituíam o cultivo principal, principalmente no fim do século XVIII e no início do século XIX. As batatas são adicionadas numa fase adiantada da preparação do prato, para não ficarem demasiado cozidas. Por vezes, são mesmo cozidas em separado e adicionadas no fim. A carne deve ser cozida lentamente, durante cerca de duas horas e meia, para que fique tenra.
Não são usadas ervas mediterrâneas. Os ossos do pescoço, a carne da tíbia e outros pedaços de carne que geralmente  seriam descartados noutros pratos constituem frequentemente a base do caldo do irish stew. A restante substância do caldo é alcançada adicionando outros vegetais tais como nabo, cherovia, cenoura e cevada.
Mais recentemente, os guisados de borrego têm também sido confeccionados com cerveja Guinness ou uísque.

## Na Irlanda do Norte
Na versão da Irlanda do Norte do irish stew, a carne de borrego ou de cabrito é substituída por carne de bovino. Apresenta um molho apimentado, sendo frequentemente servido com fatias grossas de pão com manteiga.

## Nos Estados Unidos da América
Quando o povo irlandês começou a emigrar para os Estados Unidos da América, levou naturalmente consigo as suas tradições culinárias. Nesse país, o irish stew evoluiu e foi adaptado para incorporar ingredientes locais. Como não havia tantas ovelhas, começaram a ser usados outros tipos de carne. A receita evoluiu para incluir frequentemente paprica e cerveja Guinness.

## Na cultura popular
- O  "Irish stew" figura no episódio de 1959 de Goon Show intitulado The Scarlet Capsule, uma paródia da série da BBC Quatermass and the Pit, em que se faz referência ao fato de serem avistados Irish stews voadores (uma referência aos pratos voadores.)
- No álbum de banda desenhada de Lucky Luke "O pezinho mole",[3] uma das personagens é uma emigrante irlandesa, que prepara todos os dias Irish Stew para Lucky Luke e seus companheiros de viagem. Estes não apreciam o prato, mas tentam disfarçar.